# Al-Muzaffar Rukn ad-Dîn Baybars al-Jashankir
Pour les articles homonymes, voir Baybars (homonymie) et Rukn ad-Dîn.
Al-Muzaffar Rukn ad-Dîn Baybars al-Jashankir ou Baybars II est le sultan mamelouk bahrite d'Égypte en 1309. Il meurt en 1310.

## Biographie
Baybars al-Jashankir est un Mamelouk de Qala'ûn promu au rang de goûteur (jashankir) du sultan.
En janvier 1299, An-Nâsir Muhammad est élu sultan pour la deuxième fois mais il n'a encore que quatorze ans  et reste sous la tutelle de deux émirs rivaux : Rukn ad-Dîn Baybars et Sayf ad-Dîn Salâr,. Baybars est le majordome (ustadar) du jeune sultan
En 1300, il déjoue un complot des wāfidūn oïrats qui souhaitent le renverser et rétablir le sultan déchu Kitbugha sur le trône sultanien.
Au cours de années, An-Nâsir Muhammad supporte de moins en moins la tutelle des deux émirs. Il tente de les faire arrêter mais renonce devant les risques d'une telle opération. En 1309, il prétend faire le pèlerinage à La Mecque accompagné de ses deux tuteurs. Il s'arrête à Al-Karak et les prévient qu'il ne poursuivra pas son chemin vers La Mecque. Les deux émirs le somment alors d'abdiquer, ce qu'il fait sur le champ et Rukn ad-Dîn Baybars se fait élire sultan. An-Nâsir Muhammad reçoit néanmoins le soutien des gouverneurs de Homs et d'Alep qui lui étaient favorable. Les menaces de Rukn ad-Dîn Baybars restent sans effets car An-Nâsir Muhammad parvient à réunir une armée plus forte que celle de son rival. Sayf ad-Dîn Salâr prend le parti de rejoindre An-Nâsir Muhammad. Rukn ad-Dîn Baybars abdique et s'enfuit. Il est rattrapé et étranglé devant An-Nâsir Muhammad. Sayf ad-Dîn Salâr est arrêté et sa fortune est confisquée, on le laisse mourir de faim. Le 5 avril 1310, An-Nâsir Muhammad monte sur le trône pour la troisième fois.